# Paromenia caicus
Paromenia caicus är en insektsart som beskrevs av Walker 1862. Paromenia caicus ingår i släktet Paromenia och familjen dvärgstritar. Inga underarter finns listade i Catalogue of Life.